# Jean Nouguès
Jean Nouguès (Bordeus, Aquitània, 25 d'abril de 1875 - París, Illa de França, 28 d'agost de 1932) fou un compositor francès.
Alumne del col·legi de Basats (Gironda), a l'edat de vint-i-un anys estrenà en el Grand Theatre de Bourdeus la seva primera òpera Le Roi de Papegai, completant després els estudis a París, tenint com un dels seus professors Massenet. El 1904 es representà Thamyris; l'any següent Maeterlinck li encarregà la música per la seva obra La mort de Tintangiles (representada a París el 1905) i Henryk Sienkiewicz la música per Quo vadis? (1909, també representada al Gran Teatre del Liceu el 27 de novembre de Barcelona el 1920).
A més de les mencionades va compondre, les obres següents: 
- Chiquito, (1909)
- L'Auberge rouge, (1910)
- La Vendetta, (1911)
- L'Aigle, (1912)
- La danseuse de Pompei, (1913)
- Narkiss, (1913)
- Cyrano de Bergerac, (1919)